# Libonectes
Libonectes (del grec "nedador del sud-oest") és un gènere extingit de rèptil sauropterigi dins l'ordre dels plesiosaures. És un gènere representat per una única espècie de plesiosaure elasmosàurid que va viure en el Cretaci superior, en el que ara és Estats Units. És conegut a partir d'un únic espècimen fòssil trobat en la Formació Britton de Texas, que data de principis de l'època del Turonià del període Cretaci Superior.
Aquest animal era molt similar al seu parent Thalassomedon, encara que l'estructura de les vèrtebres del coll era diferent, amb espines neurals més altes i processos de suport més llargs en l'os, i amb narius que estaven lleument més prop de la punta del crani. El crani de l'espècimen tipus és el crani millor preservat d'elamosaurid conegut. L'espècimen comprèn en crani i el coll, així com diversos gastròlits trobats al costat del fòssil. La cintura escapular i una aleta foren també trobats però aparentment foren descartats en algun moment després de la seva troballa.
L'espècimen va ser denominat originalment Elasmosaurus morgani per Welles en 1949, però més tard va ser reclassificat en el seu propi gènere per Kenneth Carpenter l'any 1997.